# Royal Antwerp FC
A Royal Antwerp Football Club, gyakran egyszerűen csak Antwerp, egy belga labdarúgócsapat Antwerpenben.
Az Antwerp tekinthető a legidősebb belga labdarúgóklubnak, nagyjából 1880-ban alapították Antwerpenben tanuló angol diákok Antwerp Athletic Club néven, 15 évvel a Belga labdarúgó-szövetség megalapítása előtt. A kezdetekben még nem volt szervezett labdarúgás a klubon belül, csak 1887-ben alapították meg az Antwerp Football Club nevű önálló részleget. Ez a legidősebb csapat, amelyik a szövetség 1895-ös megalakulása óta folyamatosan profi szinten játszik, az 1-es regisztrációs számmal (matricule) rendelkezik, ezeket a "rendszámokat" 1926-tól osztják ki.

## Sikerek
Jupiler League
- Bajnok (5): 1928–29, 1930–31, 1943–44, 1956–57, 2022–23

Challenge League
- Győztes (2): 1999–2000, 2016–17

Belga Kupa
- Győztes (4): 1954–55, 1991–92, 2019–20, 2022–23
- Döntős (1): 1974–75

Belga Szuperkupa
- Döntős (1): 1992

Kupagyőztesek Európa-kupája
- Döntős (1): 1992–93

## Jelenlegi keret
2023. február 3. szerint
| #  |     | Poszt | Név                                                      |
| -- | --- | ----- | -------------------------------------------------------- |
| 1  | FRA | K     | Jean Butez                                               |
| 2  | BEL | V     | Ritchie de Laet                                          |
| 3  | BEL | V     | Björn Engels                                             |
| 7  | NED | KP    | Gyrano Kerk (kölcsönben a Lokomotyiv Moszkva csapatától) |
| 8  | NGR | KP    | Alhassan Yusuf                                           |
| 10 | BEL | CS    | Michel-Ange Balikwisha                                   |
| 11 | KOS | CS    | Arbnor Muja                                              |
| 14 | NED | CS    | Calvin Stengs (kölcsönben a Nice csapatától)             |
| 16 | BEL | KP    | Pieter Gerkens                                           |
| 18 | NED | CS    | Vincent Janssen                                          |
| 19 | JPN | CS    | Mijosi Kódzsi                                            |
| 21 | USA | V     | Sam Vines                                                |
| 22 | ARG | V     | Gastón Ávila                                             |

| #  |     | Poszt | Név                                            |
| -- | --- | ----- | ---------------------------------------------- |
| 23 | BEL | V     | Toby Alderweireld                              |
| 24 | NED | KP    | Jurgen Ekkelenkamp                             |
| 26 | BEL | K     | Ortwin De Wolf                                 |
| 27 | BEL | KP    | Mandela Keita (kölcsönben a Leuven csapatától) |
| 32 | GER | KP    | Christopher Scott                              |
| 33 | BEL | V     | Zeno Van Den Bosch                             |
| 34 | BEL | V     | Jelle Bataille                                 |
| 38 | BEL | KP    | Faris Haroun ()                                |
| 48 | BEL | KP    | Arthur Vermeeren                               |
| 50 | KOS | V     | Laurit Krasniqi                                |
| 51 | ECU | V     | Willian Pacho                                  |
| 55 | ECU | CS    | Anthony Valencia                               |
| 87 | BEL | K     | Davino Verhulst                                |